# Bert Woodruff
Pour les articles homonymes, voir Woodruff.

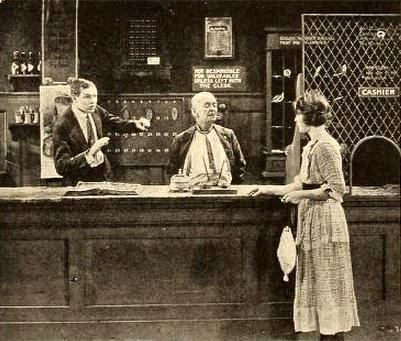
Au centre, avec Charles Ray et Edith Roberts, dans Les Caprices de la fortune (1919)

William Herbert « Bert » Woodruff est un acteur américain, né le 29 avril 1856 à Peoria (Illinois), mort le 14 juin 1934 à Los Angeles (Californie).

## Biographie
Bert Woodruff entame sa carrière au théâtre et joue notamment dans des spectacles de minstrels (ou il débute en 1876) et des vaudevilles, entre autres à Peoria, sa ville natale.
Au cinéma, essentiellement durant la période du muet, il contribue à une soixantaine de films américains dès 1916, dont Vive la France ! de Roy William Neill (1918, avec Dorothy Dalton et Edmund Lowe), L'Aigle des mers de Frank Lloyd (version 1924, avec Milton Sills et Enid Bennett) et La Femme au corbeau de Frank Borzage (1929, avec Charles Farrell et Mary Duncan).
Son dernier film — un de ses quelques parlants — est La Pécheresse d'Harry Beaumont (avec Joan Crawford et Clark Gable), sorti en 1931.

## Filmographie partielle

### Période du muet
- 1917 : Jim Bludso de Tod Browning
- 1917 : A Love Sublime de Tod Browning et Wilfred Lucas : le docteur
- 1917 : Hands Up! de Tod Browning et Wilfred Lucas : Tim Farley
- 1918 : Vive la France ! de Roy William Neill : Pierre Le Gai
- 1919 : Les Caprices de la fortune (Bill Henry) de Jerome Storm : Oncle Chet Jenkins
- 1919 : Un délicieux petit diable (The Delicious Little Devil) de Robert Z. Leonard : Musk
- 1920 : Le Roi du bluff (Homer Comes Home) de Jerome Storm : le fermier Higgins
- 1921 : Le Calice (The Grim Comedian) de Frank Lloyd : le vieux père
- 1921 : For Those We Love : Dr. Bailee
- 1922 : Le Crime de Roger Sanders (Watch Your Step) de William Beaudine : Russ Weaver
- 1922 : Chagrin de gosse (Trouble) d'Albert Austin : le juge White
- 1922 : Un derby sensationnel (The Kentucky Derby) de King Baggot : Rance Newcombe
- 1922 : La Dure École (Making a Man) de Joseph Henabery : Henry Cattermole
- 1923 : L'Île des navires perdus (The Isle of the Lost Ships) de Maurice Tourneur : Patrick Joyce
- 1923 : Children of the Dust de Frank Borzage : le vieux Archer
- 1923 : P'tit Père (Daddy) d'E. Mason Hopper : Eben Holden
- 1924 : Le Fleuve de feu (Flowing Gold) de Joseph De Grasse : « Pa » Briscow
- 1924 : L'Aigle des mers (The Sea Hawk) de Frank Lloyd : Nick
- 1924 : La Sirène de Séville (The Siren of Seville) de Jerome Storm et Hunt Stromberg : Palomino
- 1925 : Le Mystérieux Raymond (Paths to Paradise) de Clarence G. Badger : le père de Bride
- 1925 : Le Champion (The Fighting Heart) de John Ford : le grand-père
- 1925 : La Race qui meurt (The Vanishing American) de George B. Seitz : Bart Wilson
- 1926 : Driftin' Thru de Scott R. Dunlap
- 1927 : Le Temps des cerises (Spring Fever) d'Edward Sedgwick : « Pop » Kelly
- 1927 : Tout feu, tout flammes (The Life of Riley) de William Beaudine : Aaron Brown
- 1927 : The Romantic Age de Robert Florey : Tom
- 1928 : L'Innocente (The Awakening) de Victor Fleming
- 1928 : En vitesse (Speedy) de Ted Wilde : « Pop » Dillon
- 1929 : La Femme au corbeau (The River) de Frank Borzage : le meunier

### Période du parlant
- 1928 : Le Rêve immolé (The Shopworn Angel) de Richard Wallace
- 1929 : Rhapsodie fantastique (A Song of Kentucky) de Lewis Seiler : Steve
- 1931 : The Texas Ranger de D. Ross Lederman : M. Clayton père
- 1931 : La Pécheresse (Laughing Sinners) d'Harry Beaumont : Tink